# Vidas Blekaitis
Vidas Blekaitis (ur. 14 kwietnia 1972 w Birštonas) – litewski strongman.
Jeden z najlepszych litewskich i światowych siłaczy. Wielokrotny Wicemistrz i Drugi Wicemistrz Litwy Strongman. Drużynowy Mistrz Świata Par Strongman 2007. Drużynowy Mistrz Świata Strongman 2008.

## Życiorys
Vidas Blekaitis wziął udział czterokrotnie w indywidualnych Mistrzostwach Świata Strongman, w latach 2003, 2005 (IFSA), 2006 (IFSA) i 2007 (IFSA). W Mistrzostwach Świata Strongman 2003 nie zakwalifikował się do finału.
W 2009 r. wziął udział, jako drugi Litwin w historii, w elitarnych zawodach siłaczy Arnold Strongman Classic.
Jest zrzeszony w federacji IFSA i obecnie sklasyfikowany na 4. pozycji. Aktualnie jest na Litwie siłaczem numer dwa, po Žydrūnasie Savickasie.
Mieszka w mieście Birsztany.
Wymiary:
- wzrost 182 cm
- waga 150 kg

Rekordy życiowe:
- przysiad 370 kg
- wyciskanie 285 kg
- martwy ciąg 350 kg

## Osiągnięcia strongman
- 2000
  - 2. miejsce - Mistrzostwa Litwy Strongman
- 2001
  - 3. miejsce - Mistrzostwa Litwy Strongman
- 2002
  - 2. miejsce - Mistrzostwa Litwy Strongman
- 2003
  - 3. miejsce - Mistrzostwa Litwy Strongman
- 2004
  - 3. miejsce - Mistrzostwa Litwy Strongman
- 2005
  - 2. miejsce - Mistrzostwa Litwy Strongman
  - 7. miejsce - Mistrzostwa Świata IFSA Strongman 2005
- 2006
  - 2. miejsce - Mistrzostwa Litwy Strongman
  - 2. miejsce - Drużynowe Mistrzostwa Świata Strongman 2006
  - 4. miejsce - Mistrzostwa Świata IFSA Strongman 2006
- 2007
  - 2. miejsce - Mistrzostwa Litwy Strongman
  - 3. miejsce - Mistrzostwa Europy IFSA Strongman 2007
  - 4. miejsce - Drużynowe Mistrzostwa Świata Strongman 2007
  - 6. miejsce - Mistrzostwa Świata IFSA Strongman 2007
  - 1. miejsce - Drużynowe Mistrzostwa Świata Par Strongman 2007
- 2008
  - 4. miejsce - The Globe's Strongest Man, Grand Prix Moskwy[3]
  - 2. miejsce - Liga Mistrzów Strongman 2008: Wilno
  - 2. miejsce - Mistrzostwa Litwy Strongman
  - 1. miejsce - Drużynowe Mistrzostwa Świata Strongman 2008
- 2009
  - 4. miejsce - Arnold Strongman Classic
  - 2. miejsce - Liga Mistrzów Strongman 2009: Ideapark
  - 2. miejsce - Drużynowe Mistrzostwa Litwy Strongman[4]
  - 2. miejsce - Mistrzostwa Litwy Strongman
  - 3. miejsce - Mistrzostwa Europy w Wyciskaniu Belki 2009
- 2010
  - 1. miejsce - Drużynowe Mistrzostwa Krajów Bałtyckich Strongman[5]